# فرنسيس فوستر (سياسي)
فرنسيس فوستر (بالإنجليزية: Francis Foster)‏ هو سياسي أسترالي، ولد في 1872 في أستراليا، وتوفي في 9 سبتمبر 1948. حزبياً، نشط في حزب العمال الأسترالي. وقد انتخب عضو مجلس النواب الأسترالي عن دائرة نيو إنجلند ‏ (12 ديسمبر 1906 – 31 مايو 1913).